# José Veiga (empresário)
António José da Silva Veiga (Carrazeda de Ansiães, Seixo de Ansiães, 23 de Outubro de 1963),  é um empresário português
José Veiga nasceu numa aldeia. A sua família, humilde, tem mais cinco irmãos (um rapaz e quatro raparigas), resolveu emigrar para o Luxemburgo tinha o José Veiga seis anos. No Grão-Ducado cresceu e, ao longo dos 23 anos em que lá viveu recebeu a sua instrução - tem o 12.º ano - e, paralelamente, investiu na aprendizagem de vários idiomas que lhe viriam a ser muito úteis. Hoje fala fluentemente inglês, francês, alemão, italiano e luxemburguês. Entrou no mundo do trabalho como pintor de automóveis, foi como agente de jogadores que se tornou mundialmente conhecido no Mundo do futebol. 

## Luxemburgo
Ainda no Luxemburgo foi convidado para dirigente do Sport Luxemburgo, à altura o maior clube do Luxemburgo. Com apenas 29 anos regressou a Portugal e começou ai a construir a sua carreira como empresário FIFA, sendo considerado o mais bem sucedido do Mundo.

## Olivedesportos e Superfute
Em 1992 mudou-se definitivamente para terras lusas tomando conta da Futeinveste, pela mão de Joaquim Oliveira. 
Na empresa do dono da Olivedesportos começou a construir a sua carteira de clientes que passou em 1994 para a sua empresa, a Superfute. Os primeiros grandes negócios ocorreram então, quando transferiu Fernando Couto do F.C. Porto para o Parma e Paulo Sousa do Sporting para a Juventus. Um ano depois levou Figo para o Barcelona.
No seu percurso de empresário de futebol protagoniza as transferências de Figo e Zidane para o Real Madrid e, entre muitas outras, de Jardel para o Sporting.

## De empresário de futebolistas a dirigente
Em 2004 decide terminar a sua carreira de empresário, desligando-se do agenciamento de jogadores para, pouco depois, entrar para no Benfica como Director Geral do Futebol. 

## Sport Lisboa e Benfica
Chega à Luz em 2004 pela mão de do ainda presidente Luís Filipe Vieira, interrompendo logo na primeira temporada um ciclo de derrotas, conquistando o campeonato de 2005. José Veiga escolheu o italiano Giovanni Trappatoni para treinador devolvendo a glória ao Benfica. Era o Benfica mais "português" dos últimos anos com Simão Sabrosa, Nuno Gomes, Manuel Fernandes, Quim e Nuno Assis, entre outros. Conquistou ainda uma Supertaça Cândido de Oliveira em 2005/2006 com Ronald Koeman como treinador, o mesmo que conduziu o Benfica aos quartos-de-final a Liga dos Campeões Europeus.  

## Percurso

### Benfica
As conquistas de José Veiga no Benfica e a "blindagem" do balneário, geraram ciúmes e invejas que redundariam na sua saída do Benfica por não querer envolver o próprio clube nos processos que lhe foram interpostos, tendo sido provado posteriormente, a sua inocência. Em 2007 surge o livro "José Veiga - Como Tornar o Benfica Campeão" dos jornalistas Camilo Lourenço e José Marinho. Na obra destacam-se "os segredos do balneário" e a doutrina implementada de que "não há sucesso sem política desportiva coerente e disciplina no balneário". Neste livro, José Veiga conta os segredos que permitem transformar uma família em campeões.  

### Banco Dexia versus José Veiga
Em Novembro de 2006, a juíza Ana Maria da Silva, do 3.º Juízo Cível do Tribunal de Cascais, considerou que existiam fortes indícios da existência de uma dívida de José Veiga ao Banco Dexia do Luxemburgo. 
Estava em causa uma verba de um milhão de euros, alegadamente relacionada com acções da Superfute, a antiga empresa de representação de futebolistas de José Veiga. Foi este processo que acelerou a saída de Veiga do Benfica. A 14 de Novembro de 2006 em entrevista a uma televisão, José Veiga afirmou: “Trabalhei com dedicação ao longo destes dois anos e meio, dei o corpo às balas, mas agora tudo chegou ao fim. Não quero que os meus assuntos pessoais interfiram com o Benfica. Não vou estar disponível para a continuar na trabalhar desta forma. Estou fora do Benfica”.
O tempo veio provar que nada disto era verdade e que estes acontecimentos apenas pretendiam precipitar a sua saída do Benfica após ter ajudado a conquistar o campeonato e empreendido uma ampla reestruturação do Futebol “encarnado”. 
Neste processo houve um condenado, Theo Malget, antigo colaborador do Banco, tendo José Veiga sido absolvido do que lhe era imputado como ficou amplamente provado.
Links da decisão do tribunal luxemburguês noticiado naquele mesmo pais:
http://www.lessentiel.lu/fr/sports/sports_luxembourgeois/story/12975326
http://www.tuga.lu/noticias-luxemburgo-/7/artigo-theo-malget-condenado-a-cinco-anos-de-prisao-231.html

### Superfute
A sociedade anónima Superfute, fundada em 1994 por José Veiga foi responsável pelas principais transferências de futebolistas portugueses para clubes estrangeiros.    
A venda dos direitos desportivos do portista Fernando Couto para os italianos do Parma, por 2,1 milhões de euros, e a transferência de Paulo Sousa do Sporting para a Juventus, avaliada em quatro milhões de euros, marcaram o início da actividade da Superfute, em 1994.  
Em 1999, Simão Sabrosa trocou o Sporting pelo Barcelona, uma transferência de 14 milhões de euros, mas o maior negócio da Superfute envolvendo jogadores portugueses aconteceu no Verão do anos 2000, quando Luís Figo se mudou do Barcelona para o Real Madrid, por 60 milhões de euros. 
Mas não foram apenas jogadores portugueses que José Veiga representou. O então agente FIFA foi responsável pela mudança do francês Zidane da Juventus para o Real Madrid, em 2001, batendo o valor da transferência de Figo - 75 milhões de euros. 
No mesmo ano, a empresa de Veiga negociou o regresso de Jardel a Portugal, acertando por cinco milhões de euros a saída dos turcos do Galatasary para o Sporting. 
Em 2002, a Superfute deu um passo em frente, numa operação de credibilização do futebol, passando a estar cotada na Bolsa de Paris, no segmento de mercado não regulamentado "Marché Libré", apresentando aos accionistas receitas superiores a sete milhões de euros e lucros de mais de quatro milhões no exercício do ano anterior.    
Na vida de José Veiga houve um ciclo, onde é verdade ganhou notoriedade, mas que se fechou, quando decidiu dar um novo rumo à sua vida empresarial.   

### Luís Figo
Em 2004 o José Veiga e o então extremo do Real Madrid Luís Figo colocaram termo à sua ligação, depois de dez anos de frutuoso relacionamento. Depois do Europeu de Futebol de 2000, na Holanda e Bélgica, numa operação conduzida por José Veiga, Luís Figo trocou o Barcelona pelo Real Madrid, ajudando o ainda presidente "merengue" Florentino Perez, a ganhar as eleições do clube. A transferência por 60 milhões de euros, um valor então recordista. Muitos adeptos do Barcelona sentiram-se traídos pela sua transferência, mesmo depois de Figo ser o seu favorito ao longo dos anos. Três épocas depois, numa partida frente ao Barcelona, em 2003, Figo obteve uma recepção muito hostil do público, sendo-lhe atirados objectos (como celulares, bolas de golfe e até cabeças assadas de um galo e de um porco) quando este efectuava pontapés-de-canto e lançamentos. Como resultado, a FIFA acabaria por impor uma multa ao Barcelona. 

## Empresário
Actualmente opera como empresário e consultor em vários países africanos, em particular na chamada África francófona, mas também na América do Sul, liderando projectos ligados à energia e exploração de recursos naturais.
No âmbito desses empreendimentos, desenvolve diversos projectos industriais.
O empresário foi detido em 3 de fevereiro de 2016, por suspeitas de corrupção no comércio internacional, branqueamento de capitais, tráfico de influências, participação económica em negócio e fraude fiscal.